# Sajjad Ganjzadeh
Sajjad Ganjzadeh (en persa: سجاد گنج‌زاده, també romanitzat com "Sajjād Ganjzādeh"; nascut el 4 de gener de 1992 a Teheran) és un karateka iranià. Competint a la divisió de kumite de 84 kg, va guanyar medalles d'or als Jocs Olímpics de Tòquio de 2020, als campionats del món de 2014 i 2016, als campionats asiàtics de 2013 i 2017 i als Jocs asiàtics de 2018. També ha guanyat diversos premis en competicions dins de la Karate1 Premier League.
És el primer karateka iranià a guanyar una medalla d'or olímpica. Va guanyar la medalla d'or a la prova masculina de +75 kg després de ser noquejat per una patada il·legal de Tareg Hamedi d'Aràbia Saudita. Hamedi va ser desqualificat i Ganjzadeh va guanyar la medalla d'or.
El 2023, va guanyar una de les medalles de bronze en el seu esdeveniment al Campionat Asiàtic de Karate celebrat a Malacca, Malàisia. Va guanyar la medalla d'or a la prova masculí de kumite +84 kg als Jocs Asiàtics de 2022 celebrats a Hangzhou, Xina.